# Mário Anacleto
Mário Anacleto (Rio Meão, Santa Maria da Feira, 1950 – Ermesinde, 9 de novembro de 2010) foi um tenor português, conferencista e escritor e professor no Conservatório de Música do Porto.

## Formação[1][2]
Diplomado com o 'Curso Superior de Canto do Conservatório de Música do Porto', na classe de Fernanda Correia, também trabalhou com Mark Brown (Música Antiga), Montsserrat Figueras (Técnica e Interpretação de Música Ibérica), Rudolf Knoll (Técnica e interpretação da Ópera), Ré Koster (Interpretação do Lied) e José de Oliveira Lopes (Lied e Ópera).
Era licenciado em Filosofia pela Faculdade de Letras da Universidade do Porto e Mestre em História da Arte pela mesma Universidade, Mestre de Comunicação Organizacional pela Universidade Complutense de Madrid e foi Doutor em Musicologia e Interpretação pela Universidade Nacional de Música de Bucareste, com o Prof. Dr. Grigore Constantinescu.

## Carreira Musical[1][2]
Realizou numerosos recitais a solo com Piano, Guitarra, Órgão e com Orquestra e participa como artista convidado em numerosas récitas de ópera, a convite do Círculo Portuense de Ópera (do Porto), desempenhou também papéis nas Óperas como La Traviata, Madame Butterfly e Carmen entre outras.
Foi co-fundador em 1974 e solista (até 1981) do Grupo de Música Vocal Contemporânea, apresentando-se em numerosos Festivais Internacionais de Música, nomeadamente em Cascais, Lisboa, Coimbra, Braga, Madeira, Berlim, Dresden, Leipzig, Bratislava, Vigo e Córdoba, apresentando obras de Fernando Lopes Graça, Joly Braga Santos, Maurice Ohana e Luis de Pablo entre outros.
Gravou para a Tribuna Europeia de Compositores Contemporâneos obras de Joly Braga Santos e para a etiqueta EMI-Valentim de Carvalho obras de Fernando Lopes Graça. E gravou dois CD´s a solo com obras para Canto e Piano de Compositores Portugueses.
Colaborou com a RTP e a RDP em diversos programas, quer como artista convidado quer como divulgador da Cultura Musical.
Em 2008 apresentou-se em quatro concertos no Brasil, na cidade de São Paulo (Instituto Baccarelli de Heliópolis, "Espaço Cachuera", "Casa das Rosas" e na "Beneficência Portuguesa"). Apresentou-se também em Bucareste e Pitesti, cidades romenas e ainda no Concerto de Ano Novo, na Ilha Terceira nos Açores, onde cantou o "Dichterliebe" de Schumann e várias canções de Serge Rachmaninoff. Participou no XVI Festival Internacional de Teatro de Sibiu (Roménia) em Junho de 2009 e realizou turné de 7 concertos na Venezuela, em Julho do mesmo ano, no segundo semestre de 2009 realizou também concertos em Florença, Roma, Nápoles, Ourense e Vigo.
Na sua carreira desenvolveu uma técnica precisa e de grande equilíbrio com a expressão. No seu reportório incluiu Ópera, composições de autores portugueses, Fado, Serenata Napolitana e canção de diversas escolas. Brahms, Strauss, Samuel Barber, Tchaikovsky, Rachmaninoff, Fernando Lopes Graça, Schubert, Schumann, João-Heitor Rigaud e Fernando Lapa são alguns dos seus compositores de marca.

## Professor[1][2]
Foi director do Conservatório de Música do Porto entre 1994 e 1996, período durante o qual introduziu a classe de Jazz e promoveu a criação da Banda de Jazz e da Banda Sinfónica, do Grupo de Música Antiga e do Quarteto de Saxofones, e foi professor dessa instituição e do Conservatório de Música da Maia até à sua morte em 2010.

## Escritor[1][2]
Tem publicados dois livros ''Fado, itinerários de uma cultura viva e "Crónica dos dias bons", editados pela Editora Mill-books, sendo também autor da edição portuguesa do best-seller de Bob Woodward "A verdadeira Guerra", da mesma editora. Preparou um Romance histórico sobre detalhes ocultos da vida do Pe. António Vieira e um ensaio sobre o Expressionismo português nas obras de Fernando Pessoa e de Fernando Lopes Graça, que foram publicados postumamente no ano de 2010.

## Morte
Mário Anacleto faleceu em Ermesinde no dia 9 de Novembro de 2010, vítima de ataque cardíaco fulminante. O funeral realizou-se na igreja matriz de Paços de Brandão, Santa Maria da Feira, onde residia com a sua família. Foi cremado no Cemitério nº 3 de São João da Madeira, e os seus restos repousam no Cemitério Paroquial de Rio Meão, Santa Maria da Feira, de onde era natural.